# Opowieść podręcznej (film)
Opowieść podręcznej (ang. The Handmaid’s Tale) – amerykańsko-niemiecki dramat filmowy z 1990 roku w reżyserii Volkera Schlöndorffa, zrealizowany na podstawie powieści pod tym samym tytułem autorstwa Margaret Atwood. Zdjęcia kręcono w Karolinie Północnej. 
Film miał swoją premierę 15 lutego 1990 roku w konkursie głównym na 40. MFF w Berlinie. Spotkał się z chłodnym przyjęciem, a krytycy zarzucali mu brak wyraźnego celu i przesłania.

## Fabuła
Antyutopia opowiadająca o niedalekiej przyszłości. W piekle teokratycznej tyranii młoda kobieta o imieniu Kate zostaje przydzielona do domu partyjnego przywódcy i jego małżonki. Ma być jego seksualną nałożnicą ze względu na swoją płodność, tak rzadko spotykaną w społeczeństwie. Do roli matki przygotowywano ją wcześniej w specjalnym obozie indoktrynacyjnym.

## Obsada
- Natasha Richardson jako Kate/podręczna Freda
- Faye Dunaway jako Serena Joy
- Robert Duvall jako komendant
- Aidan Quinn jako Nick
- Elizabeth McGovern jako Moira
- Victoria Tennant jako ciotka Lydia
- Blanche Baker jako Glena
- Traci Lind jako Janina/Warrena
- Zoey Wilson jako ciotka Helena
- Kathryn Doby jako ciotka Elizabeth
- Reiner Schöne jako Łukasz
- Lucia Hartpeng jako Cora
- Lucille McIntyre jako Rita